# 决战时空王国
《决战时空王国》（英語：Outlaw of Gor）是1989年发行的一部美国电影，改编自约翰·诺曼的系列小说《Gor》。本片由约翰·卡多斯指导，对约翰·诺曼原著改编幅度较大。《决战时空王国》是1988年的电影《Gor》的续集，因此又被称作《Gor II》。